# Halmi Bódog
Halmi Bódog, született Herz (Pápa, 1879. április 6. – Budapest, 1957. február 11.) szépíró és jogi szakíró, irodalomkritikus, budapesti királyi járásbíró. 

## Élete
Herz Dávid (1844–1931) rajztanár, festőművész és Gottlieb Etelka (1849– 1898) fia. A Pápai Református Kollégiumban érettségizett. Jogi tanulmányait a Budapesti Tudományegyetemen végezte, s miután 1900-ban megszerezte az oklevelét, ügyvédi pályára lépett. 1900 és 1904 között a szombathelyi járásbíróság joggyakornoka, 1904 és 1908 között Máramarossziget törvényéki aljegyzője, majd 1910-ig járásbírósági jegyzője volt. 1911 és 1914 között huszti aljárásbíróként, 1920 és 1938 között pedig budapesti aljárásbíróként működött. 1938-től 1944-ig sajtóelőadó volt. Nagyobb irodalmi tanulmányai és kisebb írói arcképei egyaránt hozzájárultak ahhoz, hogy a legújabb kor szépíróiról helyes közvélemény alakuljon ki. Egészséges ízlése és őszinte szókimondása különösen erős támasza volt jellemző és értékelő munkáiban. Házastársa László Aranka volt. 

## Művei
- Marosházi történetek (elbeszélések, Budapest, 1903)
- Csókok, szenvedések (versek, Máramarossziget, 1904)
- Modern mesék és írások (Máramarossziget, 1909)
- Egy itthonmaradt feljegyzései (Sopron, 1917)
- Nura és egyéb szeretők (Budapest, 1918)
- Örzse és más nyomorultak (színdarab, elbeszélések, Budapest, 1922)
- A zsidó gyerek (elbeszélések, Budapest, 1922)
- Magyar hírességek (tanulmányok, Budapest, 1923)
- Molnár Ferenc, az író és az ember (tanulmány, Budapest, 1929)
- Móricz Zsigmond, az író és az ember (tanulmány, Budapest, 1930)
- Herczeg Ferenc, az író és az ember (tanulmány, Budapest, 1931)
- Írói arcképek (irodalmi tanulmányok, Budapest, 1934)
- Kóbor Tamás, az író és az ember (tanulmány, Budapest, 1935)
- Fejek (Budapest, 1937)